# Stamford Bridge (Yorkshire)
Stamford Bridge és un poble a la vora del riu Derwent a l'East Riding de Yorkshire, a Anglaterra, a uns 11 km de York. El poble és a banda i banda d'un antic gual al riu Derwent.
Els romans van establir-hi un fort al voltant de l'any 70 dC, al voltant del qual es va desenvolupar un assentament gran centrat en un pont situat a 1,6 km més al sud del poble actual. Es creu que aquest assentament s'anomenava Derventio. El 25 de setembre de 1066 s'hi va lluitar la batalla de Stamford Bridge, que va suposar el final de l'era dels vikings a la Gran Bretanya. Els normands van anomenar l'assentament Pons Belli, o sigui "pont de la batalla".